# Élections régionales de 2004 en Saxe
Les élections régionales de 2004 en Saxe (en allemand : Landtagswahl in Sachsen 2004) se tiennent le 19 septembre 2004, afin d'élire les 120 députés de la 4e législature du Landtag, pour un mandat de cinq ans. Du fait de la loi électorale, 124 députés sont élus.
Le scrutin est marqué par une nouvelle victoire de la CDU, qui chute lourdement et perd la confortable majorité absolue dont elle disposait depuis 1990. Le ministre-président Georg Milbradt assure son maintien au pouvoir en formant une « grande coalition ».

## Contexte
Aux élections régionales du 19 septembre 1999, l'Union chrétienne-démocrate d'Allemagne (CDU) — au pouvoir depuis 1990 et emmené par le ministre-président Kurt Biedenkopf — confirme sa domination sur le Land. Avec 56,9 % des suffrages, elle obtient 76 députés sur 120 et remporte l'intégralité des circonscriptions à pourvoir pour la troisième fois consécutive.
L'opposition se limite de nouveau à seulement deux forces politiques. Le Parti du socialisme démocratique (PDS) remporte 22,2 % des voix et 30 parlementaires. Il supplante donc le Parti social-démocrate d'Allemagne (SPD) comme deuxième parti du Landtag, qui s'effondre avec à peine 10,7 % des suffrages et 14 sièges.
L'Alliance 90 / Les Verts et le Parti libéral-démocrate (FDP), exclus de toute représentation parlementaire depuis 1994, échouent à reconquérir des mandats, tombant sous la barre des 3 % pour les écologistes et frisant celle des 1 % pour les libéraux. L'extrême droite ne se porte pas vraiment mieux, puisque Les Républicains (REP) et le Parti national-démocrate d'Allemagne (NPD) cumulent moins de 3 % des suffrages exprimés.
Le 16 janvier 2002, Biedenkopf, critiqué pour son autoritarisme et mis en cause dans des affaires financières, annonce sa démission pour les prochaines semaines. La CDU lui choisit alors Georg Milbradt, président régional du parti et ancien ministre des Finances, comme successeur. Il est officiellement investi le 18 avril, devenant le second chef de l'exécutif du Land depuis la réunification.

## Mode de scrutin
Le Landtag est constitué de 120 députés (en allemand : Mitglied des Landtags, MdL), élus pour une législature de cinq ans au suffrage universel direct et suivant le scrutin proportionnel d'Hondt.
Chaque électeur dispose de deux voix : la première (Wahlkreisstimme) lui permet de voter pour un candidat de sa circonscription selon les modalités du scrutin uninominal majoritaire à un tour, le Land comptant un total de 60 circonscriptions ; la seconde voix (Landesstimme) lui permet de voter en faveur d'une liste de candidats présentée par un parti au niveau du Land.
Lors du dépouillement, l'intégralité des 120 sièges est répartie proportionnellement aux secondes voix entre les partis ayant remporté au moins 5 % des suffrages exprimés au niveau du Land ou deux circonscriptions. Si un parti a remporté des mandats au scrutin uninominal, ses sièges sont d'abord pourvus par ceux-ci.
Dans le cas où un parti obtient plus de mandats au scrutin uninominal que la proportionnelle ne lui en attribue, il conserve ces mandats supplémentaires et la taille du Landtag est augmentée par des mandats complémentaires distribués aux autres partis pour rétablir une composition proportionnelle aux secondes voix.

## Campagne

### Principaux partis
| Parti | Parti                                                                              | Chef de file                        | Résultat en 1999           |
| ----- | ---------------------------------------------------------------------------------- | ----------------------------------- | -------------------------- |
|       | Union chrétienne-démocrate d'Allemagne Christlich Demokratische Union Deutschlands | Georg Milbradt (Ministre-président) | 56,9 % des voix 76 députés |
|       | Parti du socialisme démocratique Partei des Demokratischen Sozialismus             | Peter Porsch                        | 22,2 % des voix 30 députés |
|       | Parti social-démocrate d'Allemagne Sozialdemokratische Partei Deutschlands         | Thomas Jurk                         | 10,7 % des voix 14 députés |
|       | Alliance 90 / Les Verts Bündnis 90/Die Grünen                                      | Antje Hermenau                      | 2,6 % des voix 0 député    |
|       | Parti national-démocrate d'Allemagne Nationaldemokratische Partei Deutschlands     | Holger Apfel                        | 1,4 % des voix 0 député    |
|       | Parti libéral-démocrate Freie Demokratische Partei                                 | Holger Zastrow                      | 1,1 % des voix 0 député    |

### Sondages
| Institut        | Date       | CDU  | SPD  | Grünen | FDP   | PDS  | NPD   |
| --------------- | ---------- | ---- | ---- | ------ | ----- | ---- | ----- |
| Institut        | Date       |      |      |        |       |      |       |
| IfM Leipzig     | 10/09/2004 | 44 % | 14 % | 7 %    | 6 %   | 19 % | 7 %   |
| FgW             | 10/09/2004 | 47 % | 11 % | 6 %    | 4 %   | 19 % | 9 %   |
| Infratest dimap | 08/09/2004 | 44 % | 12 % | 6 %    | 5 %   | 23 % | 7 %   |
| Forsa           | 07/09/2004 | 46 % | 12 % | 6 %    | 4 %   | 24 % | 4 %   |
| IfM Leipzig     | 31/08/2004 | 46 % | 12 % | 7 %    | 5 %   | 21 % | 3 %   |
| Forsa           | 24/08/2004 | 48 % | 11 % | 5 %    | 4 %   | 24 % | 4 %   |
| IfM Leipzig     | 21/08/2004 | 48 % | 10 % | 6 %    | 5 %   | 22 % | 3,5 % |
| IfM Leipzig     | 15/08/2004 | 45 % | 10 % | 6 %    | 6 %   | 25 % | 2 %   |
| Infratest dimap | 05/08/2004 | 44 % | 12 % | 6 %    | 4,5 % | 25 % | –     |
| IfM Leipzig     | 30/07/2004 | 48 % | 12 % | 5 %    | 4 %   | 27 % | –     |
| Emnid           | 26/07/2004 | 50 % | 10 % | 5 %    | 4 %   | 23 % | –     |
| IfM Leipzig     | 17/07/2004 | 54 % | 13 % | 5 %    | 3 %   | 21 % | –     |
| IfM Leipzig     | 19/05/2004 | 55 % | 17 % | 5 %    | 3 %   | 18 % | –     |

## Résultats

### Voix et sièges
|                                   |                                                   |                                                   |                  |                  |                  |                  |                       |                       |                       |                  |                  |  |  |  |
| Partis                            | Partis                                            | Partis                                            | Circonscriptions | Circonscriptions | Circonscriptions | Circonscriptions | Sièges proportionnels | Sièges proportionnels | Sièges proportionnels | Total des sièges | Total des sièges |  |  |  |
| Partis                            | Partis                                            | Partis                                            | Votes            | %                | Sièges           | +/−              | Votes                 | %                     | Sièges                | Total            | +/−              |  |  |  |
|                                   | Union chrétienne-démocrate d'Allemagne (CDU)      | Union chrétienne-démocrate d'Allemagne (CDU)      | 854 219          | 41,61            | 55               | 5                | 855 203               | 41,11                 | 0                     | 55               | 21               |  |  |  |
|                                   | Parti du socialisme démocratique (PDS)            | Parti du socialisme démocratique (PDS)            | 502 700          | 24,49            | 4                | 4                | 490 488               | 23,58                 | 27                    | 31               | 1                |  |  |  |
|                                   | Parti social-démocrate d'Allemagne (SPD)          | Parti social-démocrate d'Allemagne (SPD)          | 233 593          | 11,38            | 1                | 1                | 204 438               | 9,83                  | 12                    | 13               | 1                |  |  |  |
|                                   | Parti national-démocrate d'Allemagne (NPD)        | Parti national-démocrate d'Allemagne (NPD)        | 100 765          | 4,91             | 0                | en stagnation    | 190 909               | 9,18                  | 12                    | 12               | 12               |  |  |  |
|                                   | Parti libéral-démocrate (FDP)                     | Parti libéral-démocrate (FDP)                     | 166 358          | 8,10             | 0                | en stagnation    | 122 605               | 5,89                  | 7                     | 7                | 7                |  |  |  |
|                                   | Alliance 90 / Les Verts (Grünen)                  | Alliance 90 / Les Verts (Grünen)                  | 124 658          | 6,07             | 0                | en stagnation    | 106 771               | 5,13                  | 6                     | 6                | 6                |  |  |  |
|                                   | Parti de protection des animaux (Tiersch.)        | Parti de protection des animaux (Tiersch.)        | 0                | 0,00             | 0                | Nv.              | 34 068                | 1,64                  | 0                     | 0                | Nv.              |  |  |  |
|                                   | Les Gris - Les Panthères grises (GRAUE)           | Les Gris - Les Panthères grises (GRAUE)           |                  |                  |                  |                  | 19 377                | 0,93                  | 0                     | 0                | en stagnation    |  |  |  |
|                                   | Parti des chrétiens respectueux de la Bible (PBC) | Parti des chrétiens respectueux de la Bible (PBC) | 5 678            | 0,28             | 0                | en stagnation    | 13 880                | 0,67                  | 0                     | 0                | en stagnation    |  |  |  |
|                                   | Union sociale allemande (DSU)                     | Union sociale allemande (DSU)                     | 19 791           | 0,96             | 0                | en stagnation    | 11 133                | 0,54                  | 0                     | 0                | en stagnation    |  |  |  |
|                                   | Autres                                            | Autres                                            | 45 115           | 2,20             | 0                | en stagnation    | 31 263                | 1,50                  | 0                     | 0                | en stagnation    |  |  |  |
|                                   |                                                   |                                                   |                  |                  |                  |                  |                       |                       |                       |                  |                  |  |  |  |
| Votes valides                     | Votes valides                                     | Votes valides                                     | 2 052 877        | 96,89            |                  |                  | 2 080 135             | 98,18                 |                       |                  |                  |  |  |  |
| Votes blancs et nuls              | Votes blancs et nuls                              | Votes blancs et nuls                              | 65 915           | 3,11             | 38 657           | 1,82             |                       |                       |                       |                  |                  |  |  |  |
| Total                             | Total                                             | Total                                             | 2 118 792        | 100              | 60               | en stagnation    | 2 118 792             | 100                   | 64                    | 124              | 4                |  |  |  |
| Abstentions                       | Abstentions                                       | Abstentions                                       | 1 435 750        | 40,39            |                  |                  | 1 435 750             | 40,39                 |                       |                  |                  |  |  |  |
| Nombre d'inscrits / participation | Nombre d'inscrits / participation                 | Nombre d'inscrits / participation                 | 3 554 542        | 59,61            | 3 554 542        | 59,61            |                       |                       |                       |                  |                  |  |  |  |

### Analyse
Avec un recul de l'ordre de 15 points et 21 sièges, la CDU est la grande perdante de cette élection. Même si elle continue de dominer au scrutin uninominal, elle s'effondre au scrutin proportionnel et perd ainsi la solide majorité absolue dont elle disposait depuis 14 ans. Ce recul profite en premier lieu au NPD. Perçant à 9,2 % des voix, il atteint directement la quatrième place des forces politiques régionales et multiplie son résultat par 6,7.
Le SPD manque de peu d'être dépassé par l'extrême-droite et continue de décliner. Avec 9,8 %, il obtient son plus mauvais score depuis la fin de la Seconde Guerre mondiale, à n'importe quelle élection parlementaire. Ils sont donc relégués loin derrière le PDS, qui conforte son statut de premier parti d'opposition et prend même quatre circonscriptions à la CDU, alors qu'elle les remportait toutes depuis 1990. Du fait de la belle poussée du FDP, lui aussi aidé par la chute des chrétiens-démocrates, et de la progression des Grünen, le Landtag comprend désormais six partis, le double de la législature précédente.

### Conséquences
Puisqu'une « coalition noire-jaune » ne dispose que de la majorité relative, le ministre-président Georg Milbradt assure son maintien au pouvoir en constituant une « grande coalition » l'unissant au SPD, même si l'expression ne correspond pas à la faiblesse parlementaire de ce dernier.